# União das Freguesias de Eiras e São Paulo de Frades
União das Freguesias de Eiras e São Paulo de Frades, kurz Eiras e São Paulo de Frades, ist eine Gemeinde (Freguesia) im Kreis (Concelho) von Coimbra im mittleren Portugal.
In der Gemeinde leben 17.921 Einwohner auf einer Fläche von 24,78 km² (Stand nach Zahlen von 2011).
Die Gemeinde entstand im Zuge der Gebietsreform in Portugal am 29. September 2013 durch Zusammenlegung der Gemeinden Eiras und São Paulo de Frades. Eiras wurde Sitz der Gemeinde, die ehemalige Gemeindeverwaltung in São Paulo de Frades blieb als Außenstelle und Bürgerbüro weiter bestehen.